# Denis Gotfrid
Denis Rudolfovitch Gotfrid (em ucraniano:  Денис Рудольфович Готфрід; 5 de fevereiro de 1975, em Magnitogorsk, Rússia) é um ex-halterofilista da Ucrânia.
Denis Gotfrid ficou em terceiro lugar no Campeonato Mundial para juniores de 1993, na categoria até 91 kg, e em 1994, na categoria até 99 kg.
Gotfrid ficou no terceiro posto nos Jogos Olímpicos de 1996, na categoria até 99 kg, e no Campeonato Mundial de 1998, na categoria até 105 kg.
Ele foi campeão mundial em 1999, com 430 kg no total combinado (195 no arranque e 235 no arremesso), sendo a marca no total reconhecida como recorde mundial pela Federação Internacional de Halterofilismo, haja vista alguns padrões mundiais não terem sido alcançados até 2008, desde a reestruturação das classes de peso em 1998. No caso, o padrão mundial da categoria até 105 kg era o mínimo de 440 kg e a marca de Gotfrid era a mais próxima. Ver também: Recordes mundiais do halterofilismo.
Quadro de resultados
| Ano  | Competição                | Lugar      | Total    | Posição | Arranque | Posição | Arremesso | Posição | Classe de peso |
| ---- | ------------------------- | ---------- | -------- | ------- | -------- | ------- | --------- | ------- | -------------- |
| 1993 | Campeonato Mundial Júnior | Cheb       | 357,5 kg | 3.      | 155 kg   | 5.      | 202,5 kg  | 2.      | –91 kg         |
| 1994 | Campeonato Mundial Júnior | Jacarta    | 377,5 kg | 3.      | 172,5 kg | 1.      | 205 kg    | 4.      | –99 kg         |
| 1994 | Campeonato Mundial        | Istambul   | 390 kg   | 7.      | 177,5 kg | 7.      | 212,5 kg  | 8.      | –99 kg         |
| 1995 | Campeonato Europeu        | Varsóvia   | 395 kg   | 2.      | 180 kg   | 1.      | 215 kg    | 4.      | –99 kg         |
| 1995 | Campeonato Mundial        | Guangzhou  | 390 kg   | 7.      | 180 kg   | 5.      | 210 kg    | 10.     | –99 kg         |
| 1996 | Jogos Olímpicos *         | Atlanta    | 402,5 kg | 3.      | 187,5 kg |         | 215 kg    |         | –99 kg         |
| 1997 | Campeonato Europeu        | Rijeka     | 415 kg   | 1.      | 185 kg   | 2.      | 230 kg    | 1.      | –108 kg        |
| 1998 | Campeonato Mundial        | Lahti      | 415 kg   | 3.      | 192,5 kg | 2.      | 222,5 kg  | 4.      | –105 kg        |
| 1999 | Campeonato Europeu        | Coruna     | 420 kg   | 1.      | 192,5 kg | 1.      | 227,5 kg  | 1.      | –105 kg        |
| 1999 | Campeonato Mundial        | Atenas     | 430 kg   | 1.      | 195 kg   | 1.      | 235 kg    | 2.      | –105 kg        |
| 2000 | Jogos Olímpicos *         | Sydney     |          | /       | 190 kg   |         |           |         | –105 kg        |
| 2002 | Campeonato Europeu        | Antália    | 417,5 kg | 2.      | 187,5 kg | 2.      | 230 kg    | 3.      | –105 kg        |
| 2002 | Campeonato Mundial        | Varsóvia   | 420 kg   | 1.      | 190 kg   | 3.      | 230 kg    | 3.      | –105 kg        |
| 2003 | Campeonato Mundial        | Vancourver |          | /       | 192,5 kg | 3.      |           |         | –105 kg        |

* Nos Jogos Olímpicos as medalhas são dadas somente para o total combinado